# クリシュナーチャーリヤ・プールニヤー

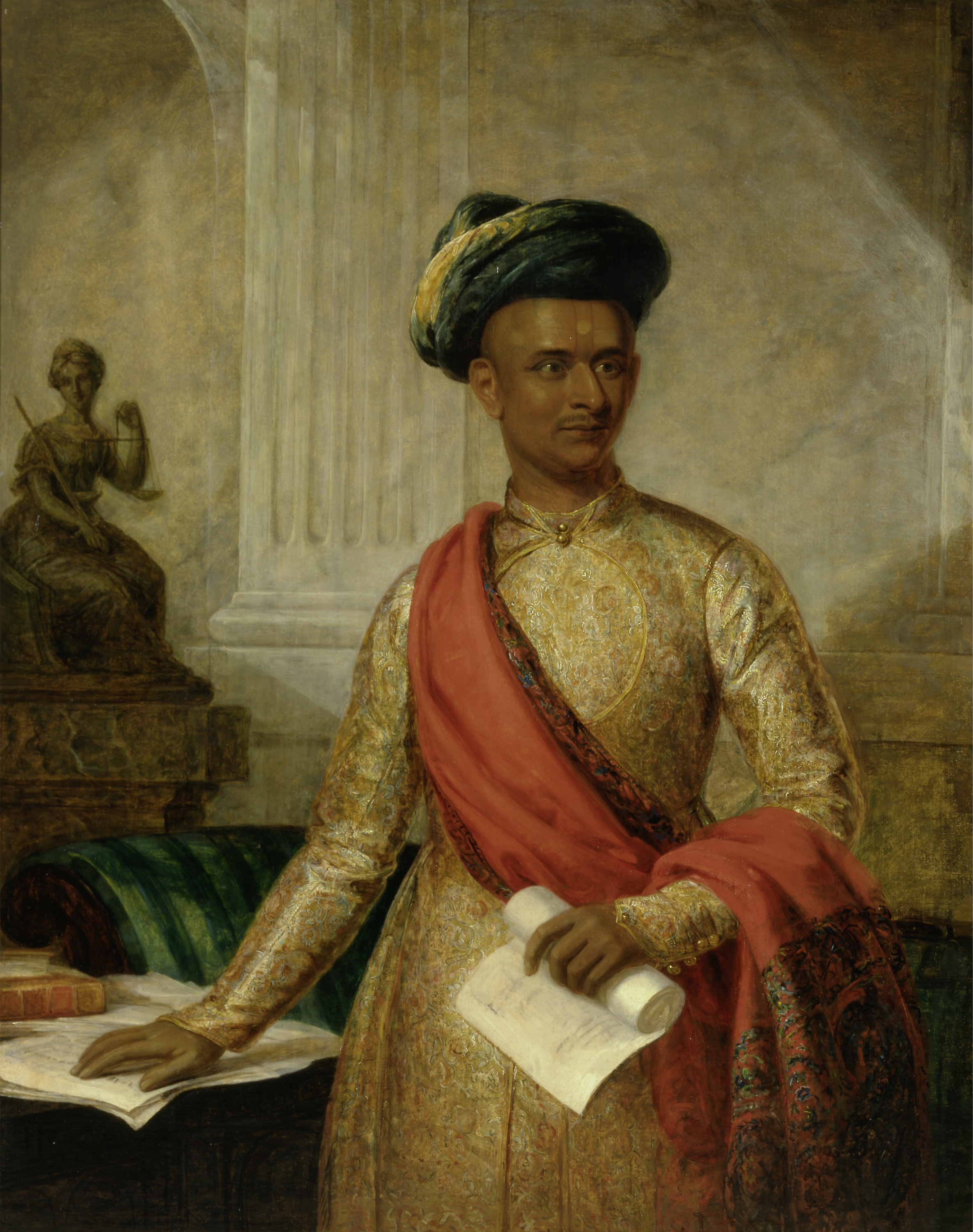
クリシュナーチャーリヤ・プールニヤー

クリシュナーチャーリヤ・プールニヤー（Krishnacharya Purniya, 1746年 - 1812年3月27日）は、南インド、マイソール王国及び藩王国に仕えた大臣（ディーワーン）。ミール・ミーラーン・プールニヤー（Mir Miran Purniya）とも呼ばれる。

## 生涯
1746年、コインバートルのバラモンの家に生まれた。プールニヤーはカンナダ語、サンスクリット語のみならず英語も話すことができた。
1782年、マイソールの支配者ハイダル・アリーが死亡し、そのあとをティプー・スルターンが継ぐと、大臣に起用された。だが、ティプーはプールニヤーに改宗を迫ることはなかった。
1799年、ティプー・スルターンが第四次マイソール戦争で戦死したのちも、クリシュナ・ラージャ3世のもとで藩王国の大臣を続けたが、1811年に大臣を引退した。
1812年3月27日、シュリーランガパトナで死亡した。